# Pont de l'Euregio

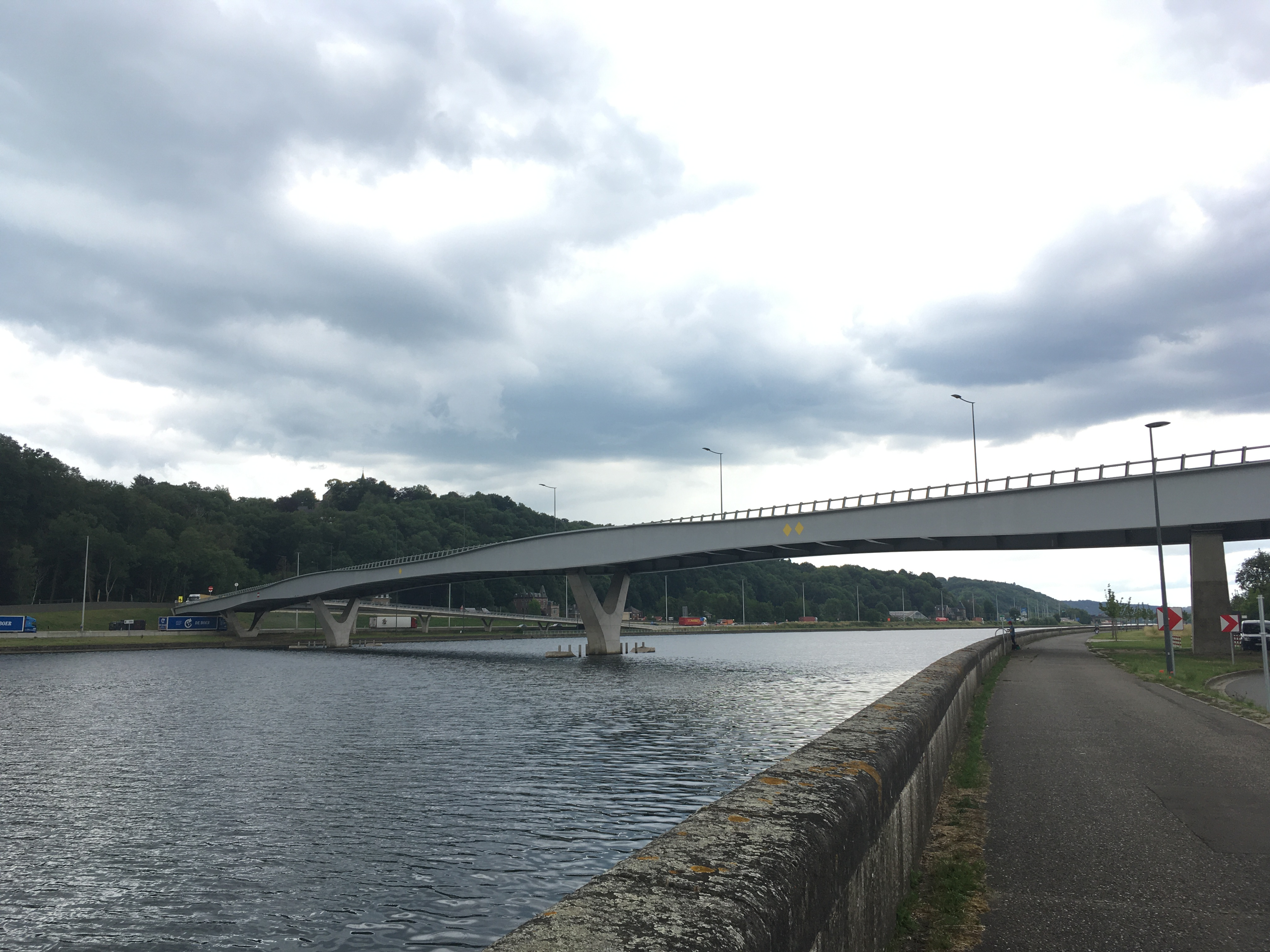
Pont de l'Euregio vanuit het noorden.

De Pont de l'Euregio (brug van de Euregio) is een verkeersbrug over de rivier de Maas tussen Wezet en Hermalle-sous-Argenteau. De brug verbindt de autosnelweg E25 (enkel in zuidelijke richting, naar Luik) met het havengebied Trilogiport aan het Albertkanaal in Hermalle.

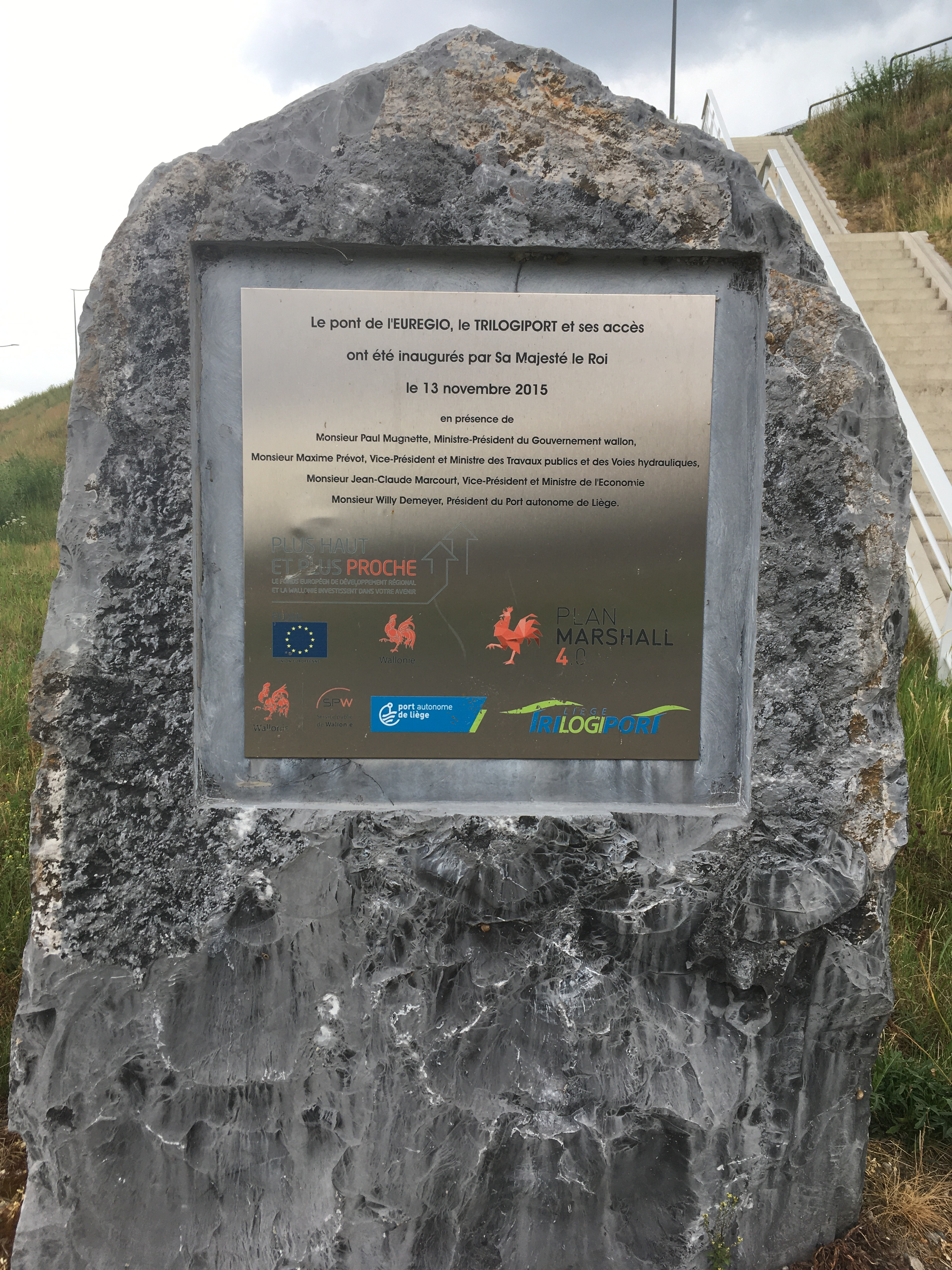
Gedenksteen naast de brug op de westoever.

De brug werd onthuld op 13 november 2015 door koning Filip van België.